# نیدربوزا
نیدربوزا (به آلمانی: Niederbösa) یک شهر در آلمان است که در کوفهویزرکرایس واقع شده‌است. نیدربوزا ۱۴۷ نفر جمعیت دارد.